# Nepomuky (Stará Říše)
Nepomuky (německy Nepomuk) je malá vesnice, část městyse Stará Říše v okrese Jihlava. V 18. století majitelé brtnického panství založili u kaple sv. Jana Nepomuckého novou osadu nazvanou Nepomuky. Nachází se asi 3,5 km na sever od Staré Říše, nad potokem Vápovka, poblíž Veselského vrchu v nadmořské výšce 712 n.m.
V roce 2009 zde bylo evidováno 11 adres. V roce 2001 zde trvale žilo 6 obyvatel.
Nepomuky leží v katastrálním území Nepomuky na Moravě o rozloze 7,64 km2.

## Název
Název se vyvíjel od varianty Nepomuk, Wesela a Wesely (1846), Nepomuk a Nepomuky (1872), Veselí (1881) až k podobě Nepomuky v roce 1924. Místní jméno je odvozeno od kaple svatého Jana Nepomuckého, při níž osada vznikla.

## Historie
První písemná zmínka o obci pochází z roku 1756. Založena byla na místě zpustlé vsi Veselí.
Od roku 1869 přísluší ke Staré Říši.

## Přírodní poměry
Nepomuky leží v okrese Jihlava v Kraji Vysočina. Nachází se 3 km jihozápadně od Dlouhé Brtnice, 2,5 km západně od Hladova, 4 km severozápadně od Staré Říše, 11 km severovýchodně od Telče a 5,5 km od Urbanova, 3,5 km východně od Nevcehle a 6 km jihovýchodně od Pavlova. Geomorfologicky je oblast součástí Česko-moravské subprovincie, konkrétně Křižanovské vrchoviny a jejího podcelku Brtnická vrchovina, v jejíž rámci spadá pod geomorfologický okrsek Markvartická pahorkatina. Průměrná nadmořská výška činí 670 metrů. Nejvyšší bod, Veselský vrch (712 m n. m.), leží západně od vsi. Nepomukami protéká Vápovka, severozápadní část hranice katastru tvoří Řečice (Olšanský potok). U kapličky na okraji Nepomuk roste památná 26metrová lípa, jejíž stáří bylo v roce 2009 odhadováno na 150 let.

## Obyvatelstvo
Podle sčítání 1930 zde žilo v 11 domech 57 obyvatel. 55 obyvatel se hlásilo k československé národnosti a 1 k německé. Žilo zde 54 římských katolíků a 3 evangelíci.
| Rok            | 1869 | 1880 | 1890 | 1900 | 1910 | 1921 | 1930 | 1950 | 1961 | 1970 | 1980 | 1991 | 2001 | 2011 |
| -------------- | ---- | ---- | ---- | ---- | ---- | ---- | ---- | ---- | ---- | ---- | ---- | ---- | ---- | ---- |
| Počet obyvatel | 58   | 61   | 57   | 58   | 52   | 50   | 57   | 38   | 37   | 15   | 5    | 5    | 6    | 2    |

## Hospodářství a doprava
Obcí prochází silnice III. třídy č. 4037 do Nevcehle. Obcí prochází cyklistická trasa č. 5092 z Pavlova do Sedlic a žlutě značená turistická trasa.

## Pamětihodnosti
- Kaple sv. Jana Nepomuckého

## Rodáci
- Květoslava Burešová (1933–2008) – česká ekopedagožka a propagátorka školních zahrad

## Poutní mše svatá - slavnost sv. Jana Nepomuckého

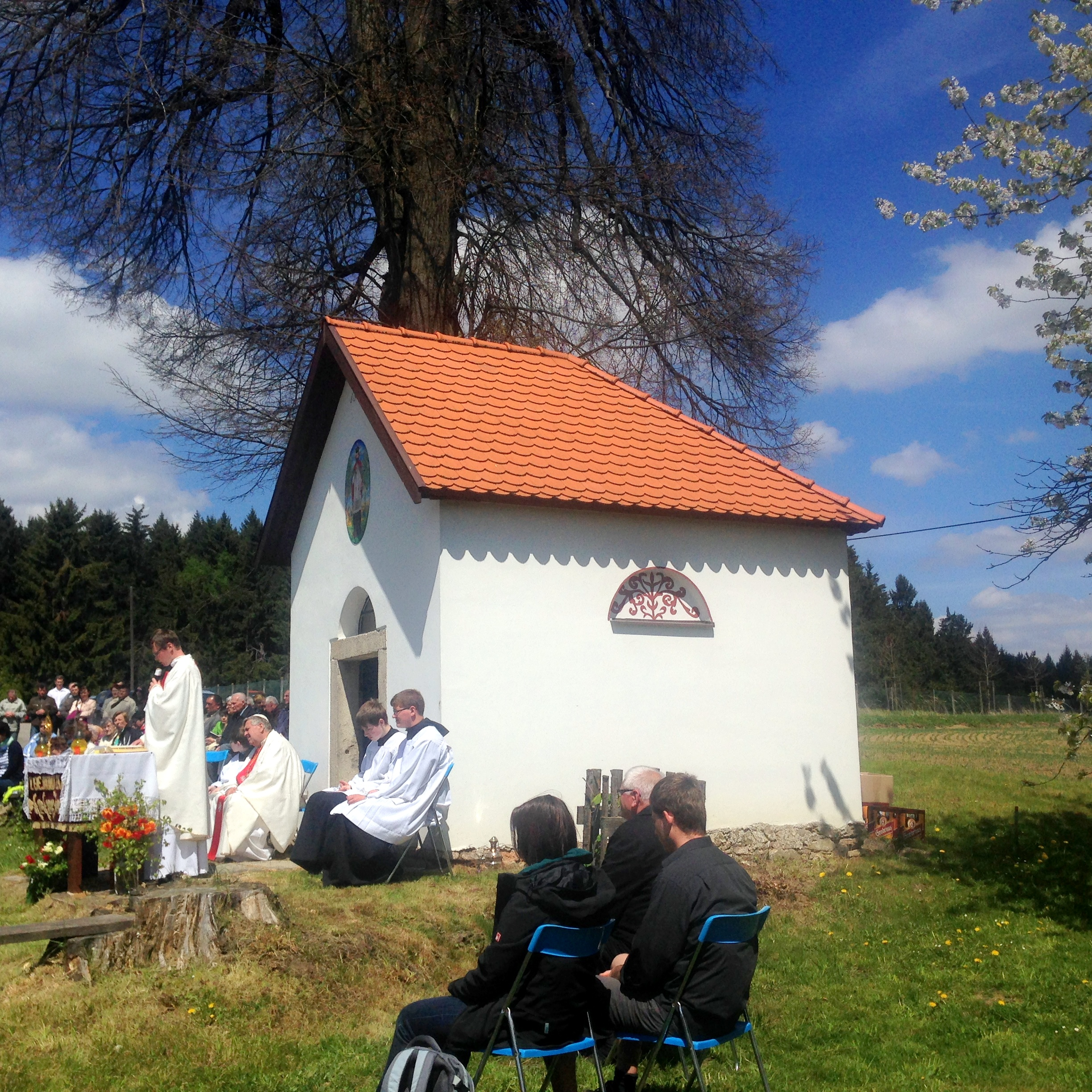
Mše Nepomuky

Jednou za rok v květnu se v Nepomukách slouží za velké účasti lidu mše svatá u kapličky sv. Jana Nepomuckého. Přichází sem procesí poutníků ze Staré Říše. Hlavním celebrantem obvykle bývá opat premonstrátů z Novoříšského kláštera.